# Peste de Justinien
La peste de Justinien, dite aussi pestis inguinaria ou pestis glandularia en latin, est la première pandémie connue de peste (les « pestes » précédentes restent incertaines quant à leur nature exacte). Elle sévit à partir de 541 jusqu'en 767, dans tout le bassin méditerranéen, avec un épisode paroxystique jusqu'en 592. Elle porte le nom de l'empereur romain d'Orient Justinien Ier qui survit à la maladie en 542. Des analyses menées en 2012 lors de la fouille d'une nécropole en Bavière ont confirmé que l'agent pathogène était Yersinia pestis.

## Témoignages historiques
Selon l'historien byzantin Procope de Césarée, l'épidémie débute en Égypte en 541 pour atteindre Constantinople au printemps 542 où elle fait plus de 10 000 morts par jour ; elle suit les voies de commerce du bassin méditerranéen, ravage à plusieurs reprises l’Italie, les côtes méditerranéennes, remonte le Rhône et la Saône, atteint même l’Irlande et la Grande-Bretagne. Par la suite, elle se propage aussi à l'est, ravageant la Syrie ou la Mésopotamie.
Jean d'Éphèse, un autre historien byzantin, est encore plus précis au sujet de la peste de 542 à Constantinople et va aussi plus loin que Procope de Césarée : il arrive au chiffre de seize mille morts en un jour au plus fort de l’épidémie.
Procope et Jean d'Éphèse mentionnent un nombre de mesures prises par l'empereur byzantin en réponse à l'épidémie de 542. L’empereur nomme un referendarius, ayant pour mission de se débarrasser des corps avec l’aide de la garde palatine. Des fosses communes sont creusées tout autour de Constantinople une fois que les cimetières ne peuvent plus accueillir de nouvelles sépultures. Des cadavres sont même empilés sur la côte avant d’être emmenés par bateau dans la ville de Sykai en Thrace où ils sont d’abord enterrés dans les murs de la ville avant d’être placés dans des fosses communes situées dans les montagnes. Enfin, l’empereur fait construire quelque six cents bateaux pour transporter les morts. Les sources contemporaines aux événements n’attribuent cependant pas ces mesures à l’empereur Constantin V car il est iconoclaste et la plupart des auteurs byzantins sont donc opposés à lui.
Contrairement aux autres crises majeures, l’on ne sait pas comment contenir ou stopper les épidémies dans l’Antiquité tardive. Les seules solutions trouvées sont de faire avec la mortalité ou de fuir. Les autorités cherchent avant tout à rétablir la normalité : elles veulent évacuer les morts qui s’accumulent dans les rues et les enterrer le plus rapidement possible. Enterrer les morts est très important car c’est une pratique chrétienne mais ce n’est pas la seule raison pour laquelle les autorités décident d’évacuer les morts des rues : on pense que les cadavres en putréfaction infectent l’air et propagent la maladie. Dans le cas de la gestion de la crise à Constantinople, il est important de noter que, compte tenu de la situation, les autorités font du mieux qu’elles peuvent et le font bien : si l’on en croit les calculs et les estimations donnés par Jean d'Ephèse et Procope, mille morts doivent être évacués et enterrés par semaine ce qui est un nombre colossal.

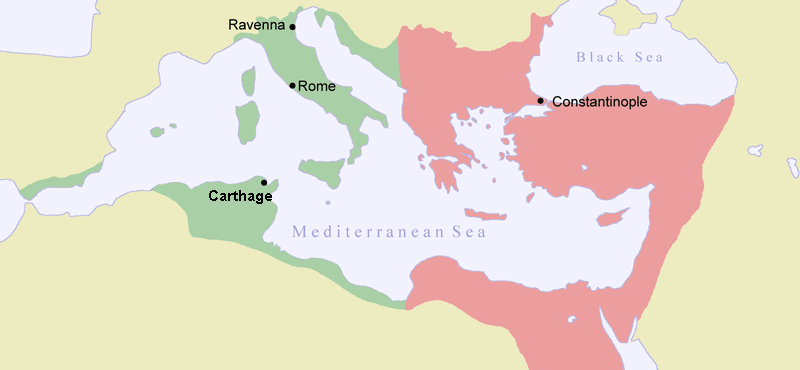
L'empire byzantin en 550, une décennie après la peste de Justinien, avec les conquêtes de Justinien en vert.

Selon Évagre le Scholastique dans son Histoire ecclésiastique, l'épidémie débute en Éthiopie, puis remonte en Égypte, puis en Palestine, en Syrie pour atteindre Constantinople en 542, lors de la quinzième année du règne de Justinien.
Grégoire de Tours en parle plusieurs fois dans son Histoire des Francs. Il la signale en Arles en 549 : « Cette province est cruellement dépeuplée », et à Clairmont (aujourd'hui Clermont-Ferrand) en 567 : « Un certain dimanche, on compta 300 cadavres dans la cathédrale ».
Pendant l’hiver de 589, la peste de Justinien frappe lourdement Rome et lorsque le pape Pélage II, atteint à son tour, meurt le 8 février 590, la terreur des Romains est à son comble. Grégoire de Tours qui rapporte le fait, parle de la maladie des aines.
D'autres chroniqueurs sont Agathias, principal historien du règne de Justinien, et le moine lombard Paul Diacre.

## Chronologie
L'historien Dionysios Ch. Stathakopoulos se livre à une chronologie de la peste de Justinien en distinguant dix-huit vagues épidémiques. Il se base sur des sources primaires ainsi que sur la chronologie de Biraben et Le Goff qu'il s’attelle à corriger.
La première vague, première apparition de la peste justinienne, est la plus violente et la plus sévère, la population n’ayant jamais été exposée et n’ayant jamais rencontré cette maladie. Cette première vague commence à Péluse en juillet 541. Biraben et Le Goff se basent sur Procope et donnent la date d’octobre mais cette date est celle de l’épidémie à Gaza donnée par Théophane. L’épidémie se propage rapidement : à Gaza en août, à Alexandrie en septembre, en Palestine au début de l’année 542. Ces dates sont confirmées par la chronologie de Biraben et Le Goff. De plus, on sait que Justinien est au courant des dégâts causés par la peste dès 542. Constantinople est touchée de mars à août 542. La peste arrive en Asie mineure à l’automne 542, selon Procope, depuis la route principale connectant la Capitale à Antioche puis à la petite ville de Sykeon en Galatie. Toujours selon Procope, la peste atteint l’armée perse au même moment. Les dates données par Biraben et Le Goff sont fausses pour l’Asie mineure. Un évêque d’Afrique du Nord confirme son arrivée dans cette région au cours de l’année 542. L’épidémie atteint la Tunisie en début d’année 543. La côte est infectée en premier. On pense que la Sicile a pu être infectée, cette information n’est pas certaine mais semble logique au vu du contexte et de la place géographique de la Sicile. L’Italie est touchée en 543 à cause de mouvements de troupes depuis Constantinople qui restent en Épire. La chronologie de Biraben et Le Goff se trompe encore une fois sur ces dates car elle se base sur une réécriture de sources sans date. Elle a peut-être touché Rome en 544 ce qui expliquerait la multiplication d’inscriptions funéraires. De 543 à 544 Justinien prend conscience de la violence de cette épidémie et cela se fait sentir dans les lois promulguées. L’épidémie arrive jusqu’en Scandinavie et au Yémen où elle arrête les activités. Cette première apparition de la peste est très documentée par les sources.
La deuxième vague touche Constantinople en février 558, date confirmée par Le Goff et Biraben bien que leur choix de source semble étrange. Leurs dates pour Antioche sont cependant fausses, la ville aurait été touchée en 560 et 561 selon Théophane et la Vita de Siméon Stylite le Jeune.
La troisième vague est mentionnée dans les témoignages de Marius d'Avenches et Grégoire de Tours : elle touche l’Italie et la Gaule en 571 et reste jusqu'en 572. La peste n’aurait théoriquement pas pu y rester si longtemps mais ces sources ont tout de même du poids : elles sont contemporaines des événements. Paul le Diacre parle d’une épidémie en Italie pendant la même période et Le Goff et Biraben la lient à la troisième vague mais ce n’est pas la peste : les symptômes ne sont pas les mêmes.
La quatrième vague commence à Rome et reste dans la ville de janvier à avril 590, nous n’avons cependant aucune source contemporaine, les seuls témoignages subsistent grâce à des légendes. Elle arrive à Ravenne en Ombrie l’été suivant, se propageant par voie maritime — elle touche d’abord les cités portuaires. Elle arrive enfin à Antioche en 592 selon un témoin oculaire. Le Goff et Biraben se trompent encore une fois dans les dates, datant cela de 590.
La cinquième vague est considérée comme une vague séparée malgré sa proximité avec la quatrième — seulement cinq ans de différence avec la contamination d’Antioche. Elle commence à l’été 597 à Thessalonique. Elle se dirige ensuite vers la Turquie actuelle en 598 et atteint Constantinople en 599. Puis tout le diocèse d’Asie et de Bithynie. Grégoire le Grand atteste présence dans le Nord de l’Afrique et en Italie à l’été 599 puis en 600. Les sources mentionnent aussi la présence de la peste aux alentours de Ravenne et Vérone en 600 et 602 mais ces témoignages sont limités.
La sixième vague se déroule sous Héraclius et c’est à partir de celle-ci que l’on a beaucoup moins de sources : les archives impériales ne font aucune mention des épidémies ou famines. Cependant, les régions sous domination islamique nous donnent au contraire beaucoup de sources à ce sujet. On peut penser que Constantinople a été touchée par toutes les vagues : la capitale est vulnérable. Cela ressemble au cas de Londres aux XVe et XVIe siècles : la capitale est la seule ville touchée par toutes les vagues de la peste. De plus, les communications commerciales entre les Byzantins et les Perses étaient nombreuses, on peut donc penser que la peste a pu se propager le long des routes.
La septième est la première vague touchant l’Islam : elle commence avec la Palestine en 626 et la Perse l’année suivante. On peut connecter cette vague avec une peste ayant eu lieu au nord-est de la Chine – à Hami – mais on ne sait pas si la contamination s’est faite de la Chine à la Perse ou inversement.
La huitième vague touche la Syrie, la Palestine et l’Irak en 639. Selon les historiens arabes qui sont pratiquement les seules sources à cette époque, elle atteint fortement l’armée perse en Palestine.
La neuvième vague atteint Koufa et l’Égypte en 669 puis la Palestine en 672. Cette vague est documentée une fois de plus par des sources arabes mais aussi par Théophane. Cette vague ainsi que la huitième vague ne sont pas mentionnées par Le Goff et Biraben sûrement à cause de l’absence ou de la rareté des sources byzantines.
La dixième vague commence à Rome et Pavie en 680. Si la source nous donnant cette information ne mentionne pas des symptômes spécifiques de la peste, la mention de saint Sébastien est un indice qu’il s’agit bien de la peste : c’est ce même saint qui est utilisé comme patron contre la peste noire au Moyen Âge. La chronologie de Biraben et Le Goff se trompe encore une fois sur la date. Pour preuve : il est fait mention dans les sources de l’éclipse solaire de 680 et du Pape Agathon — pape entre 678 et 681.
La onzième vague atteint la Syrie en 687 puis l’Irak en été 689 et enfin l’Égypte l’année suivante.
La douzième vague atteint l’Empire byzantin contrairement aux vagues précédentes qui ne sont pas mentionnées dans les sources byzantines mais seulement dans les sources arabes ou italiennes. Cette vague est donc documentée par les auteurs byzantins. Elle commence en Syrie en été 698 puis atteint Constantinople par voie maritime la même année : les sources byzantines lient cette peste au dragage du port de Neorion. Le Goff et Biraben donnent la date de 697, cela est possible car Théophane la fait aussi commencer en fin d’année 697 mais cela voudrait dire que la peste a commencé à Constantinople et pas en Syrie. L’Égypte, la Syrie et Kufa sont ensuite touchées entre 699 et 700. Le Goff et Biraben donnent la date de 700 mais expriment eux-mêmes des doutes sur cette date.
La treizième vague est seulement documentée par des sources arabes, une fois de plus. Elle prend son origine dans une région de Syrie entre 704 et 705 avant de se propager violemment dans toute la Syrie en fin d’année 706.
La quatorzième vague commence encore une fois en Syrie en 713 et peut être liée à une épidémie ayant touché l’évêché d’André de Crète — il en fait part lui-même — en 711 ou encore à l’épidémie d’Égypte de 714, qui est proche chronologiquement de l’épidémie de 713 et pourrait ainsi être venue en Syrie par la mer.
La quinzième vague infecte Basra, Iras puis la Syrie en 718, elle est très proche chronologiquement de la vague précédente — seulement six ans d’écart — mais la peste ne peut survivre aussi longtemps ; il faut donc la considérer comme une vague à part.
La seizième vague commence en Égypte en 724 et infecte très rapidement la Syrie puis la Mésopotamie en 725 puis 726. Elle est encore une fois proche de la vague précédente mais, comme expliqué plus haut, la peste ne peut survivre si longtemps. L’on dispose de beaucoup plus de sources sur cette vague : elle est mentionnée par Théophane, dans la Vita de Willibald et par l’évêque d’Eichstätt.
La dix-septième vague a lieu peu de temps après, en 732 en Égypte, puis se propage en Palestine et en Syrie de 732 à 734. Les sources sont assez rares sur cette vague. Les cinq dernières vagues que nous venons de présenter ne sont d’ailleurs pas mentionnées dans la chronologie de Biraben et Le Goff, sûrement à cause du manque de sources.
La dix-huitième vague est au contraire bien mieux documentée par les sources byzantines : elles mentionnent sa présence dans l’Empire après sa formation dans l’Orient islamique. La peste arrive en Syrie et en Irak pendant l’hiver 744 et touche l’Égypte et l’Afrique du Nord au même moment. Elle se propage en Sicile, Calabre et en Grèce — dans les îles égéennes par voie maritime. Une lettre du pape Zacharie atteste sa possible présence à Rome en 745. Elle arrive à Constantinople en 747 puis est présente à Basra et Rajab ainsi qu’au sud-est de Bagdad. Cette vague est mentionnée dans la chronologie de Biraben et Le Goff et est plus documentée, sûrement à cause de sa sévérité. C’est la dernière vague de cette peste justinienne dans l’est de la Méditerranée. Le Goff et Biraben incluent aussi une épidémie à Naples en 767 et terminent la peste justinienne à cette date. Les symptômes semblent correspondre mais la date est trop éloignée, les auteurs ont pu se tromper sur la date et ont peut-être mal lu ou retranscrit un chiffre : elle a pu avoir lieu en 747. Toujours est-il qu'on fait donc traditionnellement terminer la peste justinienne en 767.

## Analyse moderne

### Épidémiologie
Les témoins historiques donnent l’Éthiopie et l’Égypte comme point de départ de la pandémie. Les auteurs modernes penchent pour une origine asiatique (foyer endémique originel d'Asie centrale) parvenant en Méditerranée orientale par la route de la soie. Si la diffusion d'Égypte vers l'Occident est bien documentée, on ne sait pratiquement rien de sa diffusion orientale via la Perse et l'Inde. Un scénario plausible est la route maritime reliant la mer Rouge à l'océan Indien, l'Empire byzantin étant, dès son début, relié à l'Inde par trafic commercial.
La pandémie s'est déroulée de 541 à 767, en une vingtaine de poussées successives de périodicité d'environ neuf à treize ans, périodes dont le mécanisme reste énigmatique. Les premières poussées sont les plus violentes, il s'agit des poussées de 541-544 (une grande partie de l'Europe), 558-561 (Constantinople et Italie), 570 (Italie et Europe du Sud par Gênes et Marseille), 580-582 et 588-591 (Gaule et Espagne via Narbonne, probablement liées aussi à une épidémie de variole), la sixième poussée 599-600 concerne Ravenne, Rome et Marseille mais avec extension limitée dans les terres.
De 600 à 767, les épidémies suivantes sont plus faibles et limitées à des villes portuaires en relation avec la Méditerranée orientale. La peste revient périodiquement après disparition spontanée.
La peste circule par transport commercial (maritime de port à port, et le long des côtes par voie terrestre ou par cabotage) ou déplacements militaires. En Occident, la diffusion à l'intérieur des terres est relativement restreinte, contrairement à ce qu'il se passera pour la peste noire du Moyen Âge. La peste se limite aux abords des fleuves côtiers méditerranéens, comme le bassin du Pô ou l'axe Rhône-Saône. Les points de pénétration et les voies de diffusion révèlent les échanges commerciaux et les zones de peuplement des VIe et VIIe siècles.
Le débat historiographique et scientifique sur les populations touchées et visées par la peste est encore ouvert. La plupart des sources antiques semblent toutes donner les mêmes informations sur cette question : la peste touche tout le monde. Cela reflète l’état d’esprit général à l’époque : l’on ne sait pas comment réagir et le désespoir ainsi que le fatalisme prennent le dessus. Cependant, si l’on regarde les sources de plus près, on peut tout de même y voir une différence entre certaines parties de la population. Procope affirme que les femmes enceintes sont plus affectées par la peste, elles meurent en fausse couche ou en donnant naissance à un enfant mort-né. Agathias affirme que ce sont les jeunes et les hommes en général les plus touchés. Théophane écrit que les jeunes, tous sexes confondus, sont atteints par la peste. L’auteur des Miracles de saint Demetrios affirme la même chose concernant la cinquième vague de la peste justinienne en 597.
Les études scientifiques modernes se sont penchées plus en détail sur la question. Il est vrai que les hommes sont les plus touchés par la peste mais cela peut s’expliquer assez aisément : ils sont les plus exposés à la maladie car ils travaillent à l’extérieur et y pratiquent de nombreuses activités. Ils sont assez proches des ports ou des entrepôts où ils chargent et déchargent des marchandises ou du grain — principal « moyen de transport » de la peste. Les femmes au contraire restent plutôt à l’intérieur et s’occupent de la maison dans un milieu urbain à cette époque. Elles sont donc moins exposées aux puces et aux rats. Il y a aussi une différence de létalité de la maladie : les hommes meurent plus que les femmes. Si l'on s'adonne à une étude comparative des différentes et principales pestes de l'histoire, comme le fait l'historien Dionysios Ch. Stathakopoulos, une explication scientifique peut être proposée pour expliquer cette donnée caractéristique de la Peste noire au Moyen Âge, la deuxième grande peste. Les femmes du Moyen Âge ont des carences de fer dans le sang à cause des accouchements et de leur cycle menstruel. Cependant, la bactérie à l’origine de la peste a besoin de fer pour se développer, les carences en fer aident donc les femmes à mieux lutter contre la maladie qui ne peut se développer normalement. De plus, les données et témoignages de la deuxième peste donnent à penser que les plus jeunes sont plus atteints par la peste que les personnes plus âgées et de nombreuses études le prouvent. Cependant, les données de la troisième épidémie de peste montrent autre chose. Benedictow propose une théorie intéressante : la mortalité plus forte de la peste chez les jeunes pourrait être expliquée par le fait que, devant la mortalité globalement élevée, la population fait plus d’enfants et ainsi plus d’enfants meurent de la peste, influençant de ce fait les statistiques. Cela peut être prouvé grâce à l’analyse des registres de naissance et de mariage du Moyen Âge pendant la peste : le nombre de naissances semble se multiplier en période de peste.
Il est possible que la multiplication des monastères ait favorisé la diffusion de la peste en raison de la promiscuité qui y régnait.
Selon J.N. Biraben, vers le nord, la pandémie n'a pas dépassé la Loire, ni les régions de Dijon et de Trêves. Les épidémies décrites dans les îles Britanniques (notamment par Bède le Vénérable) n'étaient pas la peste,. Cependant, la présence de Y. pestis en Europe du Nord dans cette période a été signalée en 2019 (voir section suivante). Il n'est pas encore possible d'expliquer pourquoi la pandémie s'est arrêtée après deux siècles ni comment elle a disparu d'Europe. Le dépeuplement des régions touchées, une baisse de virulence du germe causal (perte de gènes de virulence) sont des facteurs plausibles mais insuffisants.
En ce qui concerne les pertes humaines, les témoins historiques parlent d'un tiers à la moitié de la population — en analysant mathématiquement les données de Procope on arrive à deux cent quarante-quatre mille morts sur une population estimée à cinq cent huit mille à Constantinople. À l'échelle d'une ville particulière, cela est possible en raison de la concentration de population et de la contagion associée. On ne peut cependant extrapoler à la population européenne totale, vu l'extension relativement limitée de la pandémie. Toutefois celle-ci a certainement affaibli le peuplement des régions méditerranéennes. Les estimations traditionnelles placent, pour la peste, la mortalité sur une population entière à 20 %. Toutes les sources contemporaines aux événements donnent des chiffres très hauts mais cela relève plus de la rhétorique : ils exagèrent volontairement les chiffres — de toutes les vagues de cette peste — afin de montrer leur choc devant tant de morts dans les rues ainsi que la dévastation causée par les vagues de peste successives contre lesquelles les autorités semblaient impuissantes.

### Paléopathologie
En 2012, une étude de paléomicrobiologie dans une nécropole en Bavière (Aschheim, près de Munich) datée de 500-700 apr. J.-C., a permis de confirmer la présence de Yersinia pestis. Ses éléments génétiques ont été recherchés dans la pulpe dentaire de squelettes inhumés dans des tombes multiples (deux à cinq individus ensemble) de la deuxième moitié du VIe siècle. L'analyse phylogénétique du matériel retrouvé confirme l'origine asiatique de la pandémie (souche génétique d'origine mongole), et infirme l'hypothèse minoritaire d'une origine africaine (à partir d'un foyer angolais). Cette étude apporte aussi un élément nouveau, elle montre que la pandémie (poussées 2 à 5) a franchi les Alpes de l'Italie à la Bavière, prolongeant un axe de pénétration déjà connu Constantinople - Ravenne - Vérone. Elle confirme aussi que les Bavarois étaient les alliés des Lombards lors de l'invasion de l'Italie, et que la peste ne fait pas de distinction entre les belligérants.
Des études ultérieures indiquent que cette souche génétique est distincte des autres pandémies de peste, et qu'elle n'a été retrouvée nulle part par la suite,. D'autres souches ont été aussi identifiées dans les Îles Britanniques, contemporaines de la peste de Justinien, indiquant une microdiversité évolutive de Yersinia pestis selon les régions d'Europe occidentale de cette période.

## Réactions sociales

### Musulmans
Après 620, les populations musulmanes attribuent la peste à la main de Dieu qui punit seulement les infidèles en faisant des croyants des martyrs (chahid) gagnant le paradis. D'où une sorte de fatalisme : il ne fallait pas entrer dans une ville pesteuse, ni la fuir si on s'y trouvait. Il n'y a pas de contagion et le port d'amulettes peut repousser les esprits qui répandent la peste.
Selon une anecdote rapportée par les chroniqueurs arabes, un chef abbasside parle en public à Damas, vers 750, pour annoncer que l'arrivée au pouvoir des Abbassides est une faveur divine, puisqu'elle coïncide avec la disparition de la peste. Un partisan des Omeyyades lui répond que c'est le contraire, Dieu ayant remplacé la peste par les Abbassides.

### Chrétiens
Les chrétiens byzantins pensent que l'Apocalypse est proche. Ils cherchent refuge dans les églises et sur les lieux de pèlerinage, auprès des tombeaux de saints, des reliquaires, et des astrologues. L'Église d'Orient n'organise pas de réponse collective. Il faut cependant noter que les évêques des villes sont très impliqués dans l’administration impériale et que l'Église joue tout de même un rôle important dans la gestion de la crise. Des témoignages affirment que le patriarche d’Antioche va lui-même fermer les yeux des morts et mène les processions funéraires en personne.
L'Église d'Occident est plus réactive. Les évêques organisent des liturgies spéciales, des pèlerinages, et des processions miraculeuses de reliques et d'images de la Vierge ou des saints, dans toutes les villes. À Rome, en 590, le pape Grégoire Ier conduisit une procession fameuse qui termina la peste, et où l'on vit dans le ciel l'Archange Michel remettant au fourreau son épée distributrice de peste.
En Occident, un moyen préventif nouveau apparait dans un texte isolé : une lettre de l'évêque de Clermont à l'évêque de Cahors, entre 650 et 655, qui montre qu'au moins une fois, des évêques ont tenté d'arrêter la peste en interdisant la circulation des voyageurs et des marchandises.
Pour étudier la réaction populaire des populations dans l'Empire byzantin, Dionysios Ch. Stathakopoulos utilise le stress tripartite, en trois phases, théorisé par Selye. Une première phase est caractérisée par la réaction active : l’émigration de masse. Des groupes partent avec leurs familles et leurs proches. C’est aussi à ce moment que les riches cherchent l’aide des docteurs qui sont cependant impuissants. Les écrits médicaux byzantins de ces siècles omettent d’ailleurs grandement la peste contrairement aux écrits musulmans. La population se tourne alors en second lieu vers des actions de charité pour obtenir le salut de son âme. Enfin, la troisième phase est caractérisée par le chaos. Au plus grave de la crise, les liens sociaux sont détruits : on abandonne tout ; les populations fuient en laissant leurs biens derrière eux. Ceux qui restent se barricadent ou s’enferment dans le mutisme et les villes deviennent silencieuses. Beaucoup cherchent refuge dans les églises et tentent de se soigner par la prière ou l’érection d’autels. Les superstitions prennent le dessus ; en effet les populations se tournent plus facilement vers le surnaturel en ces temps difficiles et les miracles ainsi que les guérisons par des saints ou des reliques sont monnaie courante. La mortalité excessive apporte aussi cependant des réactions de dissidence religieuse comme le paganisme ou le doute religieux. Enfin, le chaos provoque des abus : les maisons des morts sont pillées et ceux qui aident à enterrer les corps demandent des salaires très hauts.
Selon J.N Biraben, dans l'histoire des mentalités et des épidémies, la peste de Justinien marque la fin de l'Antiquité et le début du Moyen Âge. Les superstitions païennes restent encore très répandues : utilisation de signes magiques, oniromancie, incantations, amulettes... comme en Auvergne en 543. Le Haut Moyen Âge apparait comme un monde mental en gestation. Des moyens magiques, comme l'oniromancie, vont disparaître mais la plupart vont être adaptés, christianisés ou islamisés selon les régions.

## Conséquences historiques
La peste de Justinien aurait eu des conséquences majeures pour l'histoire de l'Europe et de la Chrétienté. L'intensité de ces conséquences est toutefois contestée par plusieurs historiens ou chercheurs,.

### Empire byzantin
L'épidémie surgit à une période cruciale pour l'Empire byzantin. Celui-ci, à son apogée sous Justinien, était en voie de reconquérir l'Italie et la côte occidentale de la Méditerranée ; cela aurait signifié, en cas de succès, le retour à un Empire romain unifié, pour la première fois depuis 395. La peste met un coup d'arrêt aux visées de Justinien en frappant ses troupes, dès lors incapables de se déplacer. Quand l'épidémie s'apaise, ses troupes restent en Italie mais ne pourront faire mouvement vers le nord.
Justinien parvient à conserver l'Italie mais, après sa mort, celle-ci est perdue pour l’Empire romain d'Orient qui n'en conserve que la partie méridionale. L'invasion des Lombards au nord de l'Italie inaugure un très long cycle de guerres et de divisions pour la péninsule face aux visées des puissances étrangères, période qui ne s'achève qu'au XIXe siècle avec la réunification de l'Italie.
En affaiblissant durablement l'Empire byzantin mais aussi l'Empire sassanide, elle aurait joué un rôle non négligeable dans la rapide expansion de l'islam quelques décennies plus tard, lors des guerres arabo-byzantines et de conquête musulmane de la Perse.
Elle aurait aussi favorisé la pénétration des Slaves dans les Balkans.

### Europe du Nord
En affaiblissant l'Europe méridionale (dépopulation, pertes commerciales et économiques), elle favorise l'Europe du Nord : meilleure croissance démographique, nouveaux courants d'échanges entre la Gaule du nord, l'Angleterre et les pays scandinaves. Cet essor commercial traduit un basculement économique du sud au nord de l'Europe, avec notamment un renforcement des rois francs qui tournent le dos à la Méditerranée, des marchands frisons et des Anglo-Saxons.
Certains chercheurs ont suggéré que la peste de Justinien s'est étendue au nord en facilitant la conquête anglo-saxonne de la Grande-Bretagne. Son apparition a coïncidé avec les offensives saxonnes renouvelées dans les années 550, tandis qu'auparavant les Saxons étaient contenus. Maelgwn Gwynedd, roi du Pays de Galles, est supposé mort de la « peste jaune de Rhos » autour de 547. Et vers 548-549, la peste a aussi dévasté l'Irlande, selon la chronique de Bède le Vénérable. Les sources saxonnes de cette période sont silencieuses, car il n'y a pas de documents en vieil anglais ni en brittonique au VIe siècle.
Les Britto-Romains auraient été beaucoup plus affectés que les Anglo-Saxons, en raison de leurs contacts commerciaux avec la Gaule, et du type de peuplement facilitant la transmission de la peste par le rat. Les effets différentiels peuvent avoir été exagérés, du fait de l'existence de seules sources britanniques, d'autant qu'il existe des indices de relations commerciales entre eux, impliquant un risque élevé de transmission de peste. Cependant L. Lester dans Their Plague and the End of Antiquity: The Pandemic of 541-750, considère que les dommages de la peste sur les Britto-Romains étaient plus grands que ceux subis par les Anglo-Saxons : il donne l'exemple de la disparition soudaine, probablement due à la peste de Justinien, de l'importante ville romaine de Calleva autour de 560. Devenu aujourd'hui Silchester, le lieu a longtemps gardé une réputation de « ville maudite » pour les Anglo-Saxons.